# Acacia prostrata
Acacia prostrata é uma espécie de leguminosa do gênero Acacia, pertencente à família Fabaceae.